# آنتیوک (تنسی)
آنتیوک (به انگلیسی: Antioch) یک منطقهٔ مسکونی در ایالات متحده آمریکا است که در نشویل، تنسی واقع شده‌است. این محله تقریباً در ۱۲ مایلی جنوب شرقی مرکز شهر نشویل قرار دارد. آنتیوک توسط دولت متروپولیتن نشویل و شهرستان دیویدسن تأمین می‌شود.

## جمعیت
آنتیوک ۹۷٬۳۷۲ نفر جمعیت دارد.